# Aubagio
Aubagio är ett tablettbaserat läkemedel, som används för behandling av vuxna med skovvis förlöpande Multipel Skleros (MS). 
MS är en autoimmun sjukdom som angriper det centrala nervsystemet. Vid MS går immunförsvaret till angrepp på det skyddande lager (myelin) som ligger runt nervtrådarna. Det uppstår då en inflammation och när inflammationen orsakar symtom kallas det för skov. Den aktiva beståndsdelen i Aubagio, teriflunomid, skyddar centrala nervsystemet genom att begränsa ökningen av vissa vita blodkroppar och begränsar därför också inflammationen som ger nervskador vid MS 